# Hiro Fujiwara
藤原 ヒロ
Œuvres principales
- Maid Sama!

Hiro Fujiwara (藤原 ヒロ) est une mangaka japonaise née le 23 décembre 1981 dans la préfecture de Hyōgo. Elle vit à Tokyo, et commence sa carrière en 2006 par le manga Maid Sama!. Elle a remporté le prix "Fresh Debut" avec son œuvre Akai yume à l'occasion du 36e Lala Manga Grand Prix en 2004, et le prix « Outstanding Debut » à l'occasion du 31e Hakusensha Athena Newcomers' Award pour Maid Sama! en 2006.